# 二条御所の戦い
二条御所の戦い（にじょうごしょのたたかい）は、元亀4年（1573年）2月から4月にかけて、織田信長と室町幕府の将軍・足利義昭のとの間で行われた戦い。

## 経過
元亀4年（1573年）2月、義昭は信長に対して挙兵し、二条御所の周囲に新たな堀を巡らして、弾薬を運び込むなどしていた。またこのころ、伏見城の三淵藤英が織田方についた弟・細川藤孝の勝竜寺城を襲撃しようとしたとされる。
同月中旬、義昭は石山や今堅田など志賀郡・高島郡、北山城の国衆らを、反信長として立ち上がらせようとした。
3月7日、義昭は信長からの人質を拒否し、信長と断交した。義昭は畿内近国に上洛の命を下し、摂津からは池田重成や塩河長光、丹波からは内藤如安や宇津頼重がこれに応じ、京都に入った。
3月11日、高山友照に斬られた高槻城主の和田惟長が、三淵藤英の伏見城に逃げ込むという事件が起きた。
3月25日、信長は義昭方の兵を討つため、岐阜を出陣した。しかし、京では「武田信玄は3、4万人を率いて信長に近づいている」「朝倉義景は"もし信長が京にくれば2万人を率いてその背後を襲う"と公言している」「三好軍と石山本願寺勢の計15,000人が京に向かっている」「赤井直正が義昭方として京に出陣する」などの風説があり、京の人々は信長が京に進軍して来ることが可能であるとは思っていなかった。
3月27日、京に「信長はすでに近江に来ており、近いうちに京にやってくる」との報が伝わり、京の町は混乱に陥った。義昭はこの報を受けて、すぐに奉公衆など5,000人（うち鉄砲兵1,000人）、摂津衆、丹波衆、宇津頼重、内藤如安の兵1,700 - 3,000人を二条御所に引き入れた。
3月29日の午前9時から10時ごろ、信長は自ら10騎から12騎ほどの供を連れて先陣を切った上で、5,000 - 6,000騎を率いて京の市外4分の1里ほどの地点に現れた。正午ごろ、信長と明智光秀の調略を受けた荒木村重・細川藤孝が到着し、両名は逢坂で信長を出迎えた。
こうして、信長の軍勢に約10,000人（荒木勢4,000 - 5,000、細川勢、および後続の織田勢）が加わり、織田軍は合計15,000 - 16,000人ほどとなった。信長勢は三条河原で陣列を整え、東山・知恩院に布陣した。配下の諸隊は白川・粟田口・祇園・清水・六波羅・竹田などに布陣した。信長は到着後、内裏に黄金5枚を贈り「安心されたし」と伝言した。
一方、二条御所は旗を掲げており、数千の兵を擁していたが、一兵も出撃しなかった。御所には3つの堀と新しい稜堡が備えられており、堀の橋は全てひかれていたほか、付近の進路もすべて遮断されていた。宣教師ルイス・フロイスは、「そのものものしさは、とても陥落するとは考えられない」と述べている。
3月30日、義昭方は信長方の京都所司代であった村井貞勝の屋敷を包囲し、貞勝はかろうじて逃げた。だが、義昭は名目上とはいえ征夷大将軍であるため、世評を考慮した信長は義昭のもとに使者を送り、息子の信忠とともに出家し、武器を携えずに謁見すると申し出た。他方、信長は交渉を行いつつも、義昭の支持者が多かった上京に対する焼き討ちを準備した。
4月2日から4日にかけて、信長は配下に命じ、洛外と上京の焼き討ちを敢行した（上京焼き討ち）。これにより、市民に多数の死傷者が出た。二条御所に火の手はおよばなかったが、これを見た義昭側の反応は、「同所（上京）で聞いた恐怖なり不断の喚声に圧倒された彼らの驚愕は非常なもの」であったとされる。
さらに、信長は二条御所を包囲し、御所の周囲に4つの砦を築き、糧道を断った。御所は廃墟のなかで孤立を余儀なくされたため、籠城していた兵らは戦意を失った。
信長は義昭に降伏を勧告するため、朝廷を動かし、勅命による講和を義昭に求めた。義昭は進退窮まった結果、朝廷を頼り、正親町天皇の勅命講和に応じた。両者の間を斡旋したのは、関白・二条晴良ら3人の公家であった。
4月5日、信長の名代として、細川藤孝・佐久間信盛・津田信広が二条御所に入り、義昭に謁見した。
4月7日、正親町天皇から講和の勅命が出されると、信長と義昭はこれを受け入れて講和した。
4月8日、信長は義昭に謁見することなく、京都を出発し、岐阜へと帰還した。

## 考察
信長の二条御所の包囲について、久野雅司は信長が義昭の挙兵を幕府と武田氏との外交を担当していた御供衆の上野秀政が唆したものと考えて、その排除を要求したもので、義昭と共に籠城していた秀政が信長に謝罪をしたことより、これ以上の攻撃を行う理由を失ったとしている。この秀政は義昭の「出頭第一」の「寵臣」と評価されると共に、早くから信長の排除を主張して、比叡山焼き討ちの際には義昭の御前で信長を擁護する細川藤孝と論争におよんだと伝えられている（『細川家記』）。

## 参考史料
- 『信長公記』
- 『耶蘇会日本年報』1573年5月27日付け、ルイス・フロイスの書簡
- 『大日本史料』